# Lunca Mijlocie a Argeșului (sit SCI)
Lunca Mijlocie a Argeșului este o arie protejată (arie specială de conservare — SAC, sit de importanță comunitară — SCI) din România, desemnată în scopul protejării biodiversității și menținerii într-o stare de conservare favorabilă a florei spontane și faunei sălbatice, precum și a habitatelor naturale de interes comunitar aflate în arealul zonei de protecție. Aceasta este situată în sudul țării, pe teritoriile administrative ale județelor Dâmbovița și Giurgiu.

## Localizare
Aria naturală  se află în extremitatea sudică a județului Dâmbovița pe teritoriul orașului Găești și al comunelor Corbii Mari, Costeștii din Vale, Mogoșani, Mătăsaru, Odobești, Petrești, Potlogi și Uliești;   și cea nordică a județului Giurgiu, pe teritoriul comunelor Florești-Stoenești, Găiseni și Vânătorii Mici, în imediata apropiere de Autostrada A1.

## Înființare
Instituirea regimului de arie naturală protejată pentru situl de importanță comunitară „Lunca Mijlocie a Argeșului” s-a făcut prin Ordinul Ministerului Mediului și Dezvoltării Durabile Nr.1964 din 13 decembrie 2007 (privind instituirea regimului de arie naturală protejată a siturilor de importanță comunitară, ca parte integrantă a rețelei ecologice europene Natura 2000 în România) și se întinde pe o suprafață de 3.648,9 hectare. Situl a fost protejat și ca arie specială de conservare în mai 2022. Acesta se suprapune în integralitate cu aria de protecție specială avifaunistică Lunca Mijlocie a Argeșului.

## Biodiversitate

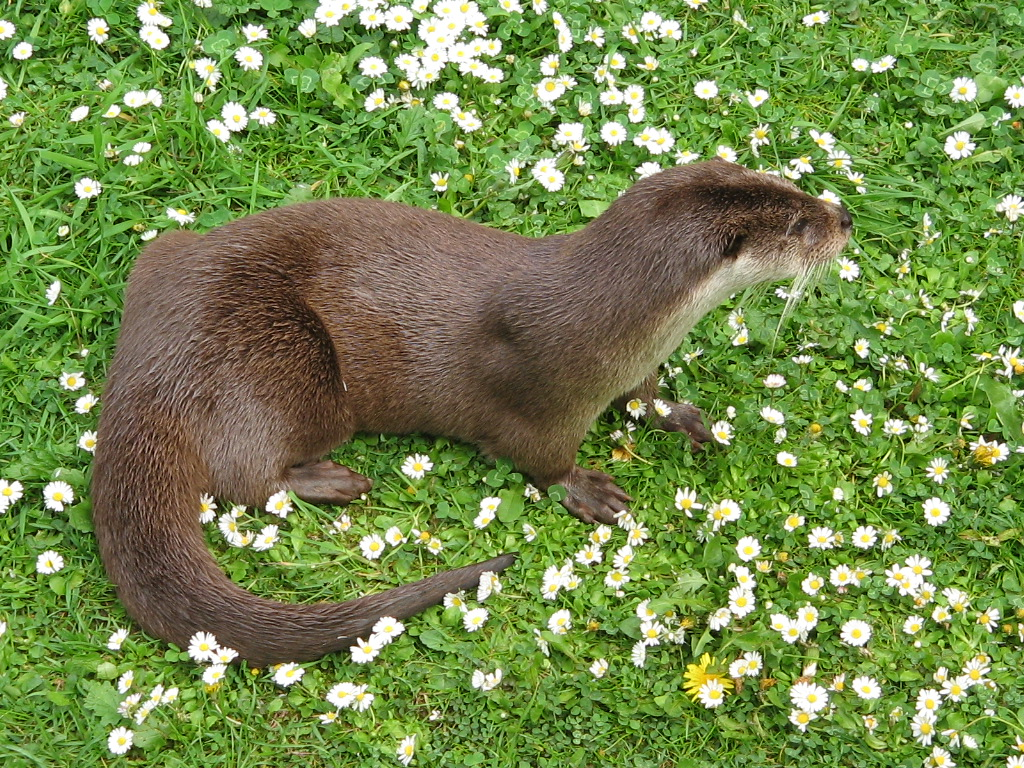
Vidră de râu (Lutra lutra)

Aria protejată reprezintă o zonă de câmpie în lunca Argeșului (încadrată în bioregiune continentală), în Câmpia Titu (subunitate geomorfologică a Câmpiei Dunării); ce cuprinde cursuri de apă, lacuri, mlaștini, turbării, plaje de nisip, pajiști, păduri de foioase și păduri în tranziție; aflate în luncile din bazinul mijlociu al râului. 
Situl a fost desemnat în scopul conservării a trei habitate de interes comunitar de tip: Păduri aluviale cu Alnus glutinosa și Fraxinus excelsior (Alno-Padion, Alnion incanae, Salicion albae), Păduri ripariene mixte cu Quercus robur, Ulmus laevis, Fraxinus excelsior sau Fraxinus angustifolia, din lungul marilor râuri (Ulmenion minoris) și Zăvoaie cu Salix alba și Populus alba; precum și protejării mai multor specii faunistice (Lutra lutra, Bombina bombina, Aspius aspius, Gobio kessler sau Sabanejewia aurata).
Aria naturală adăpostește și asigură condiții de viețuire mai multor specii faunistice (mamifere, amfibieni și pești) enumerate în anexa a II-a Directivei Consiliului Europei 92/43/CEE din 21 mai 1992 (privind conservarea habitatelor naturale și a speciilor de faună și floră sălbatică); printre care: vidră de râu (Lutra lutra), nevăstuică (Mustela nivalis), popândău (Spermophilus citellus), buhaiul de baltă cu burtă roșie (Bombina bombina), broască roșie de pădure (Rana dalmatina), avat (Aspius aspius), svârlugă (Cobitis taenia), dunăriță (Sabanejewia aurata), ocheană (Rutilus rutilus), petroc (Gobio kessleri).
Printre speciile floristice întâlnite la nivelul ierburilor se află: lintița de apă (Lemna minor), pălămida (Cirsium brachycephalum), piperul de baltă (Persicaria hydropiper, sin. Polygonum hydropiper) sau hirușorul (Poa annua).

## Căi de acces
- Drumul european E81 pe ruta: București - Bolintin-Deal - Stoenești - Găișeni

## Monumente și atracții turistice
În vecinătatea sitului se află numeroase obiective (lăcașuri de cult, monumente de arhitectură, situri arheologice) de interes istoric, cultural și turistic; astfel:

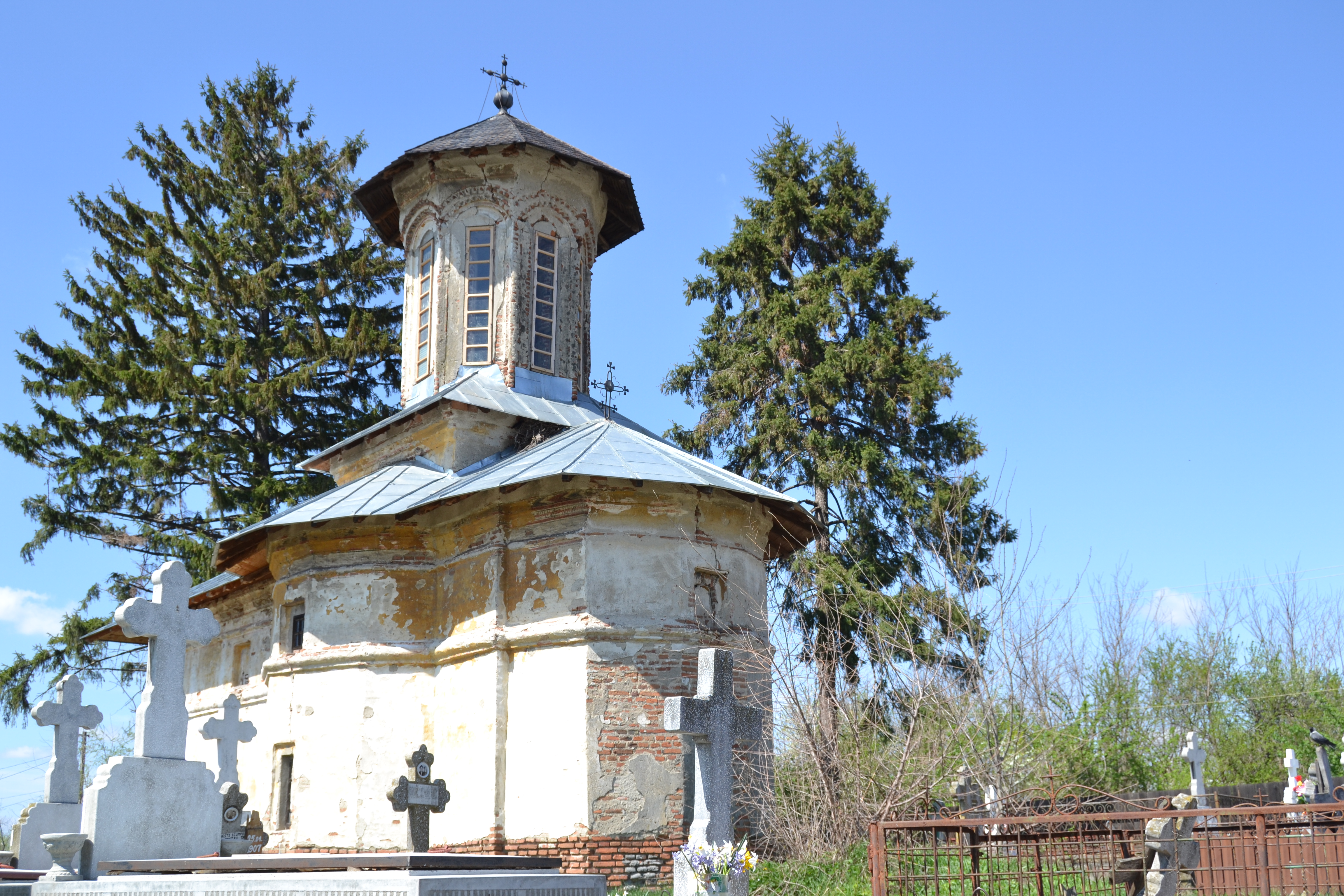
Biserica "Adormirea Maicii Domnului" din satul Pitaru

- Biserica "Sf. Nicolae" din satul Cojocaru, construcție 1812, monument istoric.
- Biserica "Adormirea Maicii Domnului" - Strâmbeanu din satul Pitaru, construcție 1722-1730, monument istoric.
- Biserica "Sf. Treime" din Moara din Groapă, construcție 1837-1838, monument istoric.
- Biserica "Adormirea Maicii Domnului" din Mogoșani, construcție 1840, monument istoric.
- Biserica "Sf. Treime" din satul Crovu, construcție 1830-1835, monument istoric.
- Biserica "Sf. Cuvioasa Paraschiva" din satul Corbii Mari, construcție 1693-1705, monument istoric.
- Biserica "Sf. Treime", "Sf. Nicolae", "Adormirea Maicii Domnului" din Petrești, construcție 1837-1842, monument istoric.
- Biserica "Adormirea Maicii Domnului" din Plopu, construcție 1836, monument istoric.
- Biserica "Sf. Împărați Constantin și Elena" din Poroinica, construcție 1871, monument istoric.
- Biserica "Sf. Dumitru", "Sf. Nicolae"din Potlogi, construcție 1683, monument istoric.
- Biserica "Sf. Nicolae" din Găești, construcție 1812, monument istoric.
- Biserica "Sf. Treime" din Găești, construcție 1823, monument istoric.
- Biserica ""Intrarea în Biserică" (Cioflec) din Găești, construcție 1776, monument istoric.
- Biserica "Sf. Ilie" din Găești, construcție 1780, monument istoric.
- Mănăstirea de la Căscioarele, Giurgiu, construcție secolul al XVII-lea, monument istoric.
- Biserica "Vovidenia" din incinta Mănăstirii Căscioarele, construcție 1725, monument istoric.
- Biserica "Sf. Nicolae" din Florești, construcție 1679-1715, monument istoric.
- Biserica "Sf. Nicolae" din Găiseni, construcție 1515, monument istoric.
- Biserica "Sf. Apostoli Petru și Pavel" din Palanca, construcție 1800-1801, monument istoric.
- Biserica "Buna Vestire" (Drugănești) din satul Stoenești, construcție 1723, monument istoric.
- Biserica "Sf. Gheorghe" din Vânătorii Mari, construcție 1842-1847, monument istoric.
- Palatul Brâncovenesc din satul Potlogi, construcție 1698, monument istoric.
- Situl arheologic "Frăsineni" de la Dâmbovița (sec. IV p. Chr., Epoca daco-romană, Epoca bronzului timpuriu, Cultura Glina).
- Situl arheologic de la Corbii Mari (Latène, Cultura geto - dacică, Epoca bronzului, Cultura Tei).
- Siturile arheologice ("Bunget" "Școală", "Vie", "Ferma CAP") de la Croitori (Epoca bronzului, Neolitic, Epoca romană, sec. II - III p. Chr., Epoca bronzului, sec. IV p. Chr., Epoca daco-romană, sec. II-I.a. Chr., Latène, Cultura geto - dacică).